# La Dauphine (vaisseau)
Pour les articles homonymes, voir Dauphine.
La Dauphine est le nom porté par une caraque normande, un voilier à trois-mâts de la flotte de Giovanni da Verrazzano dans son premier voyage pour trouver un passage entre la Chine et l'Europe et où il découvrit la baie de New York.

## Construction
Construit en 1518 au chantier naval royal du Havre, en Normandie, le tonnage de cette caraque normande typique était d’environ 100. Pouvant contenir une cinquantaine de personnes, le vaisseau était nommé d’après le Dauphin, François III, duc de Bretagne, héritier du trône français né en 1518 de Claude de France, fille de Louis XII et du roi François Ier.

## Histoire opérationnelle

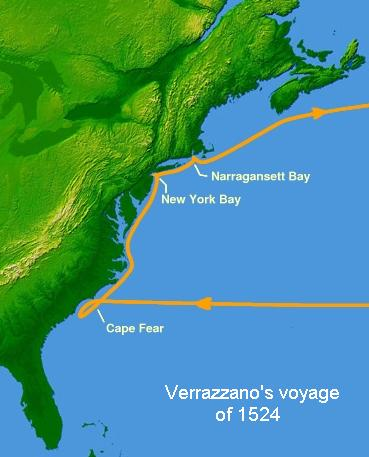
Trajet de la Dauphine.

Chargée par le roi François Ier de trouver un nouveau passage vers la Chine à l’ouest, l’insaisissable « passage du Nord-Ouest », l’expédition de quatre navires de Giovanni Verrazzanoa quitté la Normandie en 1523.
Peu de temps après son départ, le convoi, dont la Dauphine était le vaisseau amiral, dut se réfugier en Bretagne, après avoir essuyé une tempête. Il n’y eut que deux navires à repartir, deux autres ayant été endommagés. Bientôt, la Normande étant également revenue après avoir effectué quelques courses, la Dauphine se trouva continuer seule dans la direction de Madère pour l’hiver.
Approvisionnée pour un voyage de huit mois, le 24 janvier 1524, la Dauphine quitta Madère, avec Antoine de Conflans comme capitaine et le frère de Girolamo Verrazzano, Giovanni, la seule autre personne à bord dont le nom soit connu, comme navigateur et cartographe.
La Dauphine arrivée sur le continent américain à cap Fear début mars, Verrazzano navigua brièvement au sud avant de tourner voile vers le nord le long de la rive Atlantique. Entré dans la baie de Pamlico, il en donna une description exagérée qui a donné naissance à la notion de « mer de Verrazzano », une erreur cartographique qui subsistera jusqu’au siècle suivant jusqu’à ce que celle-ci soit déclarée connexion de la mer à l’ouest à travers le continent.
Poursuivant  plus loin au nord, la Dauphine a navigué trop au large pour tomber sur la baie de Chesapeake et la baie du Delaware.
Elle est alors entrée et a jeté l’ancre dans la baie de New York le 17 avril 1524.
Verrazzano donna au port le nom d’« Angoulême » d’après un duché appartenant au roi.
Par la suite, la Dauphine a navigué plus au nord, passant Long Island et Block Island pour jeter l’ancre dans la baie de Narragansett pendant deux semaines.
Le navire est ensuite reparti et a atteint le Penobscot, dans le Maine, ayant apparemment raté l’entrée dans la baie de Fundy, est passé en Nouvelle-Écosse avant d’arriver à Terre-Neuve qui était déjà connue.
La Dauphine est ensuite arrivée à Dieppe le 8 juillet 1524.

## Reconstruction
Il n’existe pas de plan spécifique de l’original de la Dauphine. Un modèle de reconstruction exposé à Dieppe est considéré comme imparfait. Le Musée Maritime de Rouen a travaillé sur un projet pour en créer une réplique grandeur nature. Actuellement une reproduction au 50e de la Dauphine a été créée, et les plans de construction, basés sur les meilleures preuves de documents contemporains et les types de navires de la même période, sont en cours de développement.
Une reconstruction de la Dauphine est prévue pour traverser l’Atlantique et arriver au port de New York, peut-être à temps pour le cinq-centième anniversaire de la découverte européenne du port par Verrazzano le 17 avril 2024.

## Hommage
Un vaisseau de la Marine nationale française a reçu le nom de Dauphine.